# Portico di Caserta
Portico di Caserta község (comune) Olaszország Campania régiójában, Caserta megyében.

## Fekvése
A megye délkeleti részén fekszik, Nápolytól 25 km-re északra, Caserta városától 5 km-re délnyugati irányban. Határai: Capodrise, Macerata Campania, Marcianise és Recale.

## Története
Első említése a 11. századból származott. A következő századokban nemesi birtok volt. A 19. században nyerte el önállóságát, amikor a Nápolyi Királyságban felszámolták a feudalizmust. 1928 és 1946 között Macerata Campania része volt.

## Népessége
A népesség számának alakulása:

## Főbb látnivalói
- San Pietro-templom